# Шута
Шута (рум. Șuta) — село у повіті Вилча в Румунії. Входить до складу комуни Муеряска.
Село розташоване на відстані 168 км на північний захід від Бухареста, 15 км на північний захід від Римніку-Вилчі, 105 км на північ від Крайови, 115 км на південний захід від Брашова.

## Населення
За даними перепису населення 2002 року у селі проживали 222 особи, усі — румуни. Усі жителі села рідною мовою назвали румунську.